# Liceo Quinto Ennio
Il liceo "Quinto Ennio" è un'istituzione scolastica con sede a Gallipoli. 
Il liceo fu istituito nel 1860 con Regio Decreto ed è dedicato al poeta Quinto Ennio, padre della letteratura latina.
L'istituto è promotore e organizzatore nazionale delle Olimpiadi di Storia, in collaborazione con l'Istituto "Gaetano Salvemini" di Torino e il Dipartimento di Studi storici dell'Università di Lecce.

## Storia

Fabbrica di legname e cemento sita in Corso XXVIII Ottobre (oggi Corso Roma). La struttura venne poi demolita per la costruzione del complesso liceale.

Antica sede del Liceo nel convento dei frati predicatori nel centro storico di Gallipoli

Studenti liceali nella sede di Corso Roma

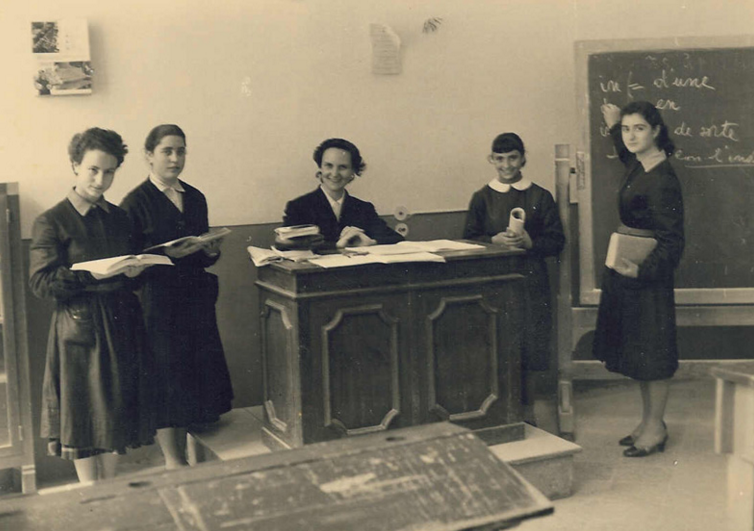
Classe liceale (Anno 1952)

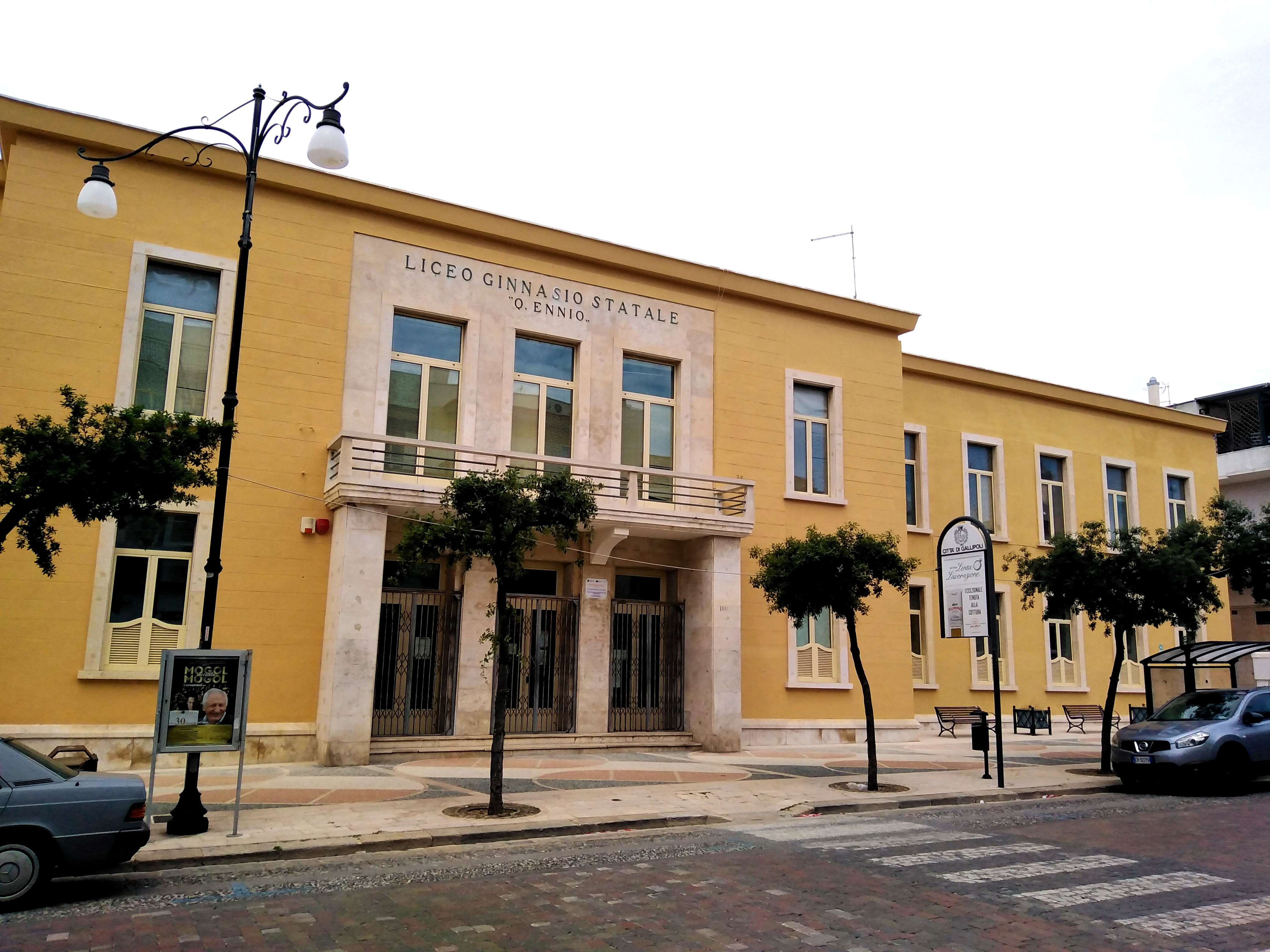
Sede centrale

Il primo ginnasio della città di Gallipoli era sito nel barocco e antico palazzo del seminario della città, ora Museo diocesano di Gallipoli. Nella seconda metà dell'Ottocento i locali furono occupati dalle truppe dell'esercito del Regno d'Italia. 
Il 20 aprile 1865 il Municipio autorizza l'autorità scolastica a realizzare, negli spazi del Palazzo del Seminario diocesano, i locali del ginnasio. Questo è il più antico documento che si riferisce al Liceo gallipolino.
Nel 1868 il Prefetto autorizzò l'allora preside ad ordinare lo sgombero del palazzo, preteso nuovamente dal vescovo Valerio Laspro. In seguito ad una sentenza emessa dalla Corte d'appello di Trani, l'istituzione scolastica chiuse temporaneamente per un anno.
Successivamente il Ministero di Grazia e Giustizia permise al Municipio di riaprire nuovamente il ginnasio, questa volta nei locali del convento di Santa Chiara, nella centralissima via Antonietta De Pace. In questi anni si poté assistere ad un incremento di iscrizioni.
Nel 1928 il Podestà stabilì l'apertura di un'unica scuola, che comprendesse sia il liceo, sia le scuole tecniche.
L'istituto (sotto il nome di "Maria Santissima Annunziata") nacque nell'antico convento dei Padri domenicani.
A partire dal 1929 lo si intitolò al gallipolino Achille Starace, segretario del Partito nazionale fascista. 

Laboratorio del Liceo

All'esterno della struttura è ancora visibile lo stemma in carparo  che rappresenta un cane che porta con sé una fiaccola sormontato dalla Corona di Spagna.
I locali erano disposti su due piani e i su due corridoi perpendicolari con volte a botte e con dei finestroni che si affacciavano sul chiostro a peristilio. Dal chiostro (che aveva al centro un pozzo ornamentale) si accedeva ai dormitori e tutti gli ambienti erano comunicanti tra di loro. Alcuni studi condotti avrebbero dimostrato come nell'edificio siano presenti delle tracce di grotte e cripte di età bizantina.
Prima che tutto lo stabile venisse destinato ad uso scolastico, fu utilizzato come una sorta di "Accademia" in cui discutere di argomenti di attualità era la parola chiave; ne presero parte anche Emanuele Barba (medico, scienziato, filosofo e fondatore del Museo gallipolino) e l'eroina e infermiera Antonietta De Pace. 
A partire dal 1861 dopo che il carcere venne dismesso, divenne regio liceo attrezzato con la rispettiva palestra nel chiostro oltre a quella interna.
Oggi i locali del Convento dei Domenicani sono ad uso del comune con laboratori culturali. 
La scuola media inferiore che era ospitata sino ai primi anni del 2000 è stata trasferita in altro loco.

### Ventennio fascista
L'antico convento dei Domenicani in via Rosario presenta sostanzialmente la stessa struttura del XIX secolo.
Da ginnasio comunale, divenne liceo governativo nel 1899, e successivamente Scuola Statale con Regio Decreto del mese di giugno del 1934.

Aula del liceo

I primi corsi liceali vennero invece attivati nel nuovo locale di corso Roma dopo il 1934. Dapprima fu costruito il piano terra e dopo alcuni mesi fu costruito il piano superiore che oggi ospita le classi del liceo scientifico tradizionale e sperimentale.
Il nuovo liceo prese il nome di "Regio Ginnasio XXVIII Ottobre" per volontà di Achille Starace, esaltando in tal modo la Marcia su Roma.
Il primo dirigente scolastico fu l'umanista Fortunato Capuzzello.

Aula nella sede del centro storico. Si può notare lo stile rigorosamente fascista, i tradizionali banchi in legno e i ritratti del Re d'Italia e del Duce

Nell'antica sede di via Rosario e nella sede di corso Roma sono stati rinvenuti documenti (foto e altro) del ventennio fascista. Nelle foto i mobili nei locali sono rigorosamente neri, come prevedevano le indicazioni del fascismo e nelle classi appaiono immagini raffiguranti Benito Mussolini ed il re d'Italia Vittorio Emanuele III.

Una delle prime foto scattate ad una classe liceale (sede convento del Rosario). Al centro si può notare l'allora preside Fortunato Capuzzello, noto critico letterario.

In quegli anni tutti gli studenti erano obbligati ad iscriversi all'Opera Nazionale Balilla e la denominazione divenne (fino alla caduta del fascismo) Regio liceo XXVIII Ottobre.

Biblioteca del Liceo nell'antica sede del convento del Rosario.

Successivamente al liceo classico e scientifico si unì anche l'istituto magistrale, denominato "Maria Immacolata" per volontà dell'allora preside Buccarella, già presbitero. Successivamente fu ufficialmente intitolato ad Aldo Moro.
Nel 1945, in seguito alle disposizioni del Ministero con le quali si invitava alla modifica delle denominazioni di ispirazione fascista, il consiglio dei docenti nella riunione del 6 luglio, decide all'unanimità di intitolare lo storico istituto al conterraneo poeta della latinità Quinto Ennio, ritenuto il padre fondatore della letteratura latina.
Per l’anno scolastico 1950-51 viene istituita in Nardò  una sezione staccata del Liceo Classico di Gallipoli, che resta in funzione fino al '52-53.

## Situazione

Aula magna del Liceo Ginnasio

Il liceo è sito in Corso Roma, nella città nuova. All'interno è presente una biblioteca, il Gabinetto di fisica, i laboratori di chimica e biologia che custodiscono le collezioni del naturalista Liborio Salomi.

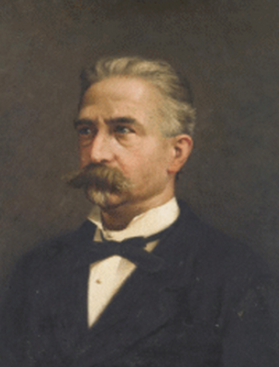
Ritratto dello scienziato Emanuele Barba

Ritratto di Tommaso Fiore

Comprende l'indirizzo classico, scientifico, delle scienze umane, economico e linguistico ed ha quasi 1 000 alunni, 41 classi e 65 docenti.